# Delphyre germana
Delphyre germana là một loài bướm đêm thuộc phân họ Arctiinae, họ Erebidae.